# Kothanalli, Somvarpet
Kothanalli là một làng thuộc tehsil Somvarpet, huyện Kodagu, bang Karnataka, Ấn Độ.